# Porto Walter
Porto Walter é um município brasileiro localizado no oeste do estado do Acre. Sua população, de acordo com estimativas do Instituto Brasileiro de Geografia e Estatística (IBGE), era de 11 353 habitantes em 2017. É uma das poucas colônias de imigrantes alemães no norte do país .

## Geografia
Sua população em 2017 era de 11 353 habitantes e sua área é de cerca de 6.093,4 km² (1,3 hab./km²). Limita-se ao norte com o município de Cruzeiro do Sul, ao sul com o município de Marechal Thaumaturgo,  leste com o município de Tarauacá e a oeste com o Peru.

## Organização politico-administrativa
O município de Porto Walter possui uma estrutura político-administrativa composta pelo Poder Executivo, chefiado por um prefeito eleito por sufrágio universal, auxiliado diretamente por secretários municipais nomeados por ele, e pelo Poder Legislativo, institucionalizado pela Câmara Municipal de Porto Walter, órgão colegiado de representação dos munícipes que é composto por vereadores também eleitos por sufrágio universal.

### Atuais autoridades municipais de Porto Walter
- Prefeito: Sebastiao Nogueira de Andrade "César Andrade" - MDB (2021/-)[8]
- Vice-prefeito: Guarsonio Melo - PSDB (2021/-)[8]
- Presidente da Câmara: Rosildo Cassiano.

## Infraestrutura

### Saúde
O município de Porto Walter possui uma taxa de mortalidade infantil de 13,94 óbitos por mil nascidos vivos, de acordo com dados de 2020 do IBGE.
De acordo com a Secretaria de Atenção Primária à Saúde do Ministério da Saúde (MS), o Índice de Vulnerabilidade Social (IVS) deste município é de alta vulnerabilidade, indicador criado pelo IPEA e utilizado pelo MS na alocação de profissionais do Programa Mais Médicos.